# Hilara coracina
Hilara coracina är en tvåvingeart som beskrevs av Oldenberg 1916. Hilara coracina ingår i släktet Hilara och familjen dansflugor. Arten är reproducerande i Sverige. Inga underarter finns listade i Catalogue of Life.